# Burabaj (kompleks skoczni)
Burabaj (kaz. i ros.: Бурабай) – kompleks skoczni narciarskich położonych w kazachskim Szczuczyńsku, w których skład wchodzą skocznie o rozmiarach K125 (HS-140), K90 (HS-99), K65 oraz trzy mniejsze. Kompleks został wybudowany w 2018 roku.
Najdalszy skok na skoczni dużej oddał Słoweniec Jurij Tepeš, który skoczywszy 154 metry nie ustał swojej próby. Oficjalny rekord skoczni normalnej należy do Rosjanina Danila Sadreeva i wynosi 99,5m.

## Skocznia K-125

### Dane skoczni
- Punkt konstrukcyjny: 125 m
- Wielkość skoczni (HS): 140 m
- Długość najazdu: 100,8 m
- Nachylenie najazdu: 35°
- Długość progu: 6,6 m
- Nachylenie progu: 11°
- Wysokość progu: 3,2 m
- Nachylenie zeskoku: 34°

### Rekordziści skoczni K-125
| Lp. | Data       | Zawodnik           | Odległość | Uwagi       |
| --- | ---------- | ------------------ | --------- | ----------- |
| 1.  | 13.07.2019 | Naoki Nakamura     | 135,0 m   | [ a ]       |
| 2.  | 13.07.2019 | Andrij Waskuł      | 135,5 m   | [ a ]       |
| 3.  | 13.07.2019 | Ulrich Wohlgenannt | 135,5 m   | [ a ] [ b ] |
| 4.  | 13.07.2019 | Jewhen Marusiak    | 136,5 m   | [ a ]       |
| 5.  | 13.07.2019 | Luca Roth          | 141,0 m   | [ a ]       |
| 6.  | 13.07.2019 | Maximilian Lienher | 144,5 m   | [ c ]       |
| 7.  | 11.07.2018 | Siergiej Tkaczenko | 151,0 m   | [ d ]       |
| 8.  | 11.07.2018 | Jurij Tepeš        | 154,0 m   | [ d ] [ e ] |

## Skocznia K-90

### Dane skoczni
- Punkt konstrukcyjny: 90 m
- Wielkość skoczni (HS): 99 m
- Oficjalny rekord skoczni: 99,5m -  Danił Sadriejew (5 września 2021)
- Długość najazdu: 88,7 m
- Nachylenie najazdu: 35°
- Długość progu: 6,2 m
- Nachylenie progu: 10°
- Wysokość progu: 2,8 m
- Nachylenie zeskoku: 34°

### Rekordziści skoczni K-90
| Lp. | Data      | Zawodnik        | Odległość | Uwagi |
| --- | --------- | --------------- | --------- | ----- |
| 1.  | 5.09.2021 | Danił Sadriejew | 99,5 m    |       |